# Marlene Riphahn
Marlene Riphahn, verheiratet Rothe-Riphahn (* 5. Dezember 1922 in Köln; † 26. Oktober 2004 in Bergisch Gladbach) war eine deutsche Schauspielerin und Synchronsprecherin.

## Leben
Marlene Riphahn war die Tochter des Architekten Wilhelm Riphahn aus Köln. Sie absolvierte ihre Schauspielausbildung von 1940 bis 1942 bei Louise Dumont in Düsseldorf. Ihr Theaterdebüt gab sie in einer Aufführung von Nacht in Siebenbürgen (nach Nikolaus Asztalos) in Detmold, wo sie auch ihr erstes Bühnenengagement erhielt. Weitere in Gelsenkirchen, Düsseldorf, Köln, Wuppertal und Hamburg sollten folgen.
Mit dem Wechsel nach Hamburg 1953 begann sie auch Rollen im Rundfunkprogramm des NWDR zu übernehmen. 1955 gab sie mit Wie werde ich Filmstar?  ihr Filmdebüt. Zu ihren raren Filmproduktionen zählen der Krimi Nasser Asphalt mit Horst Buchholz und Martin Held, das Kriegsdrama Nacht fiel über Gotenhafen mit Sonja Ziemann und die TV-Kurzserie Goya mit Wolfgang Büttner und Ellen Schwiers.
Einem breiten bundesweiten Publikum wurde Marlene Riphahn, die auf eine über fünfzigjährige Bühnenkarriere zurückblicken konnte, erst im vorgerückten Alter bekannt. 1996 übernahm sie die Rolle der quirligen Tante Betty in der ARD-Serie Lindenstraße.
Daneben arbeitete Marlene Riphahn umfangreich in der Synchronisation und lieh dabei unter anderem den britischen Schauspielkolleginnen Kay Kendall (u. a. in Aber, Herr Doktor! nach Richard Gordon und Die feurige Isabella) und Brenda de Banzie (u. a. in Doktor ahoi!, ebenfalls nach Richard Gordon und In den Krallen der Gangster) ihre Stimme.
In ihren letzten Lebensjahren stand sie vorwiegend in Inszenierungen von Bruno Klimek auf der Bühne, sowohl an den Vereinigten Städtischen Bühnen Krefeld und Mönchengladbach als auch am Nationaltheater Mannheim. Marlene Riphahn war bis zu dessen Tod mit dem Regisseur und Schauspieler Edward Rothe verheiratet. Sie wurde in einer Urne auf See bestattet.

## Hörspiele (Auswahl)
1971: Eva Maria Mudrich: Das Experiment – Regie: Fritz Schröder-Jahn

## Filmografie
- 1954: Um die neunte Stunde (TV)
- 1954: Zum Freispruch verurteilt (TV)
- 1957: Wenn’s Weihnachten wird... Eine erzgebirgische Erzählung (TV)
- 1958: Nasser Asphalt – Regie: Frank Wisbar
- 1958: Die Beklagte – Regie: John Olden (TV)
- 1960: Frau Warrens Gewerbe
- 1960: Nacht fiel über Gotenhafen
- 1961: Heute nacht in Samarkand (TV)
- 1963: Die Party (TV)
- 1964: Ein Mann ist soeben erschossen worden (TV)
- 1965: Herodes und Mariamne (TV)
- 1965: Auf einem Bahnhof bei Dijon (TV)
- 1965: Der Spielverderber – Das kurze, verstörte Leben des Kaspar Hauser (TV)
- 1966: Jan Himp und die kleine Brise (TV)
- 1966: Der Oberkellner (TV)
- 1967: Der Kreidegarten (TV)
- 1969: Ein kleines Fest (TV)
- 1969: Goya (TV)
- 1969: In einem Monat, in einem Jahr (TV)
- 1970: Die Mondfrau (TV)
- 1970: Bambule (TV)
- 1971: Ein Mordanschlag (TV)
- 1974: Griseldis
- 1975: Ein Fall für Männdli – Spätes Glück (TV)
- 1976: Die Fastnachtsbeichte (TV)
- 1977: Der Weilburger Kadettenmord (TV)
- 1977: In freier Landschaft (Fernseh-Zweiteiler)
- 1996: Lindenstraße (Fernsehserie, 11 Folge)